# Petchroong Liengtrakulngam
Petchroong Liengtrakulngam (Thai: เพชรรุ่ง เลี้ยงตระกูลงาม; * um 1950) ist eine thailändische Badmintonspielerin. 

## Karriere
Petchroong Liengtrakulngam wurde 1974 thailändische Meisterin im Mixed mit Pichai Kongsirithavorn. Mit ihm gewann sie 1979 auch den Titel im Mixed bei der WBF-Weltmeisterschaft, wobei sie im Finale ihre Landsleute Preecha Sopajaree und Porntip Buntanon besiegten. Bei den Südostasienspielen 1971 hatte sie bereits Bronze im Einzel gewonnen und war Vierte im Damendoppel geworden.

## Sportliche Erfolge
| Saison | Veranstaltung               | Disziplin   | Platz | Name                                                 |
| ------ | --------------------------- | ----------- | ----- | ---------------------------------------------------- |
| 1971   | Südostasienspiele           | Damendoppel | 4     | Petchroong Liengtrakulngam / Sumol Chanklum          |
| 1971   | Südostasienspiele           | Dameneinzel | 3     | Petchroong Liengtrakulngam                           |
| 1974   | Thailändische Meisterschaft | Mixed       | 1     | Phichai Khongsirithawon / Petchroong Liengtrakulngam |
| 1978   | WBF-Weltmeisterschaft       | Mixed       | 1     | Phichai Khongsirithawon / Petchroong Liengtrakulngam |